# Raban von Canstein (Jurist)
Freiherr Raban von Canstein (* 25. August 1845 in Lemberg; † 14. August 1911 in Graz) war ein österreichischer Jurist und ordentlicher Professor für Zivilprozess-, Handels- und Wechselrecht.

## Leben
Er war österreichischer Kronjurist, Vorsitzender der rechtshistorischen Prüfungskommission und 1901/1902 Rektor an der Karl-Franzens-Universität Graz.
Raban heiratete am 24. April 1869 in Lemberg Caroline von Ortynski (1849–1926) und hatte mit ihr zwei Kinder:
- Olga Hoffmann-Canstein[1] (* 1872), Malerin, ⚭ 1895 Julius Hoffmann († 1904)
- Herbold (* 1874), Dr. jur., Oberstaatsbahnrat

Er ist auf dem St.-Leonhard-Friedhof in Graz beigesetzt.

## Werke (Auswahl)
- Lehrbuch der Geschichte und Theorie des oesterreichischen Civilprozessrechtes. 2 Bde. Berlin 1880–1882, Bd. 1, Bd. 2
- Das Civilprozessrecht: unter besonderer Berücksichtigung der Rechtsprechung des Obersten Gerichtshofes. 2 Bde. Berlin 1885–1893 (2. Aufl. d. 2. Bd.), Bd. 1, Bd. 2
- Lehrbuch des Wechselrechts. Heymann,  Berlin 1890, dlib-pr.mpier.mpg.de
- Lehrbuch des Oesterreichischen Handelsrechtes. 2 Bde. Berlin 1895–1896 Bd. 1, Bd. 2
- Der Scheck nach dem österreichischen Gesetze vom 3. April 1906. Heymann, Berlin 1906